# Pierre Cherruau
Pierre Cherruau, né le 20 août 1969 à Malo-les-Bains dans le département du Nord et mort le 19 août 2018 à Bordeaux,, est un écrivain et journaliste français, auteur de romans policiers et de romans noirs.

## Biographie
Après des études à l'Institut d'études politiques de Bordeaux en 1990, Pierre Cherruau intègre le Centre de formation des journalistes de Paris en 1993. Il obtient également cette même année un diplôme d'études approfondies d'histoire contemporaine. Il part pour deux années au Nigeria où il devient pigiste pour Télérama, Le Monde et Le Nouvel Économiste.  Il travaille également pour l'hebdomadaire L'Autre Afrique avant d'être en 1998 journaliste pour le Courrier international. Il se servira de cette expérience africaine dans plusieurs de ses romans.
En 1997, il publie son premier roman Nena Rastaqouère dont l'action se déroule au Nigéria. En 2000, il fait paraître Lagos 666. Pour Claude Mesplède, ce récit « très rythmé et empreint d'une certaine nostalgie (...) dresse un tableau surprenant des trafics dans le milieu du football africain (et) s'achève d'une façon brillante et totalement inattendue ».
En 2008 et en 2011, il publie deux romans dans la collection Le Poulpe.
Il meurt la veille de son anniversaire, le 19 août 2018 à Bordeaux en portant secours à son fils menacé de noyade.

## PrixMémoires partagées
En 2019 à l'occasion du second Black History Month à Bordeaux, l'association Mémoires & Partages, dirigée par l'essayiste Karfa Diallo, a remis à titre posthume le prix Mémoires partagées à Pierre Cherruau. Par ce geste, l'association a souhaité rendre hommage « à son combat pour un journalisme respectueux des cultures africaines ».

## Œuvres

### Romans
- Nena Rastaqouère, Éditions Baleine, coll. « Canaille-revolver » no 56 (1997)  (ISBN 2-84219-055-6)
- Lagos 666, Éditions Baleine, coll. « Canaille-revolver » no 180 (2000)  (ISBN 2-84219-244-3)
- Nok en stock, L'Écailler du sud, coll. « L'écailler du sud » no 38 (2004)  (ISBN 2-914264-49-6)
- Ballon noir, L'Écailler du sud, coll. « Spéciales » no 21 (2006)  (ISBN 2-914264-92-5)
- Chien fantôme, Éditions Après la lune, coll. « Lunes blafardes » no 14 {2008)  (ISBN 978-2-35227-038-6)
- Togo or not Togo, Éditions Baleine, coll. « Le Poulpe » no 254 (2008)  (ISBN 978-2-84219-444-4)
- La Vacance du petit Nicolas, Éditions Baleine, coll. « Le Poulpe » no 274 (2011) (coécrit avec Renaud Dély)  (ISBN 978-2-84219-493-2)

### Autres ouvrages
- Forçats de l'océan : la grande pêche, de Terre-Neuve aux Kerguelen, Hermé (1986)  (ISBN 2-86665-022-0), réédition France Loisirs (1987) (coécrit avec Lionel Martin)  (ISBN 2-7242-3258-5)
- De Dakar à Paris : un voyage à petites foulées, Calmann-Lévy (2013)  (ISBN 978-2-7021-4493-0)

### Nouvelle
- Loi 10 : Le But marqué, dans l'ouvrage collectif Les Hommes en noir dirigé par Frédéric Prilleux et Bruno Derrien, Les Contrebandiers éditeurs (2011)  (ISBN 978-2-915438-44-4)

## Sources
: document utilisé comme source pour la rédaction de cet article.
- Claude Mesplède (dir.), Dictionnaire des littératures policières, vol. 1 : A - I, Nantes, Joseph K, coll. « Temps noir », 2007, 1054 p. (ISBN 978-2-910-68644-4, OCLC 315873251), p. 415-416